# اندیس کلاردشت
کلاردشت یک اندیس مصالح ساختمانی است که در حوالی شهر مرزن آباد استان مازندران قرار دارد و مادهٔ معدنی موجود در آن، مرمریت است.  